# Ideoblothrus floridensis
Ideoblothrus floridensis är en spindeldjursart som först beskrevs av William B. Muchmore 1979.  Ideoblothrus floridensis ingår i släktet Ideoblothrus och familjen spinnklokrypare. Inga underarter finns listade i Catalogue of Life.